# 동신병원
동신병원은 서울특별시 서대문구 홍은동에 위치한 종합병원이다. 1990년 3월 8일에 개원하였다.

## 연혁
- 1990년 3월 8일: 병원 개원
- 1991년 7월 1일:응급의료 지정 병원 승인
- 1992년 11월 14일:5층 병동 증축
- 2001년 4월 4일:지역 응급의료기관 지정
- 2011년 4월 27일:신관 병동 증축
- 2012년 2월 1일:본관 리모델링 완료